# Erik Matti
Pour les articles homonymes, voir Matti.
Erik Matti, né le 21 décembre 1970 à Bacolod (Negros occidental), aux Philippines, est un cinéaste philippin.
Il est connu pour avoir réalisé On the Job (2013), Honor Thy Father (2015), Seklusyon (2016), BuyBust (2018) et On the Job: The Missing 8 (2021).

## Biographie
Erik Matti est cofondateur de la société de production Reality Entertainment avec Dondon Monteverde, fils de la productrice Lily Monteverde,. Matti et Monteverde ont également co-fondé le service de streaming Upstream.
Matti est originaire de Bacolod. Il est le sixième (et le plus jeune) enfants d'Enrique, agent des douanes, et de Julieta, employée du gouvernement. De son père décédé, Matti a rappelé qu'il était « un intellectuel et n'a jamais vraiment vu le travail comme quelque chose à quoi se consacrer. C'était un rêveur et un débatteur ».

## Vie privée
Matti est marié à la scénariste Michiko Yamamoto. Politiquement, il critique ouvertement Rodrigo Duterte, en partie à cause de la proclamation de la loi martiale par le président philippin lors de la crise de Marawi. En tant que tel, Matti a suscité des critiques pour avoir insulté les partisans de Duterte sur les réseaux sociaux.

## Filmographie partielle

### Au cinéma (comme réalisateur)
- 1999 : Ekis: Walang tatakas
- 1999 : Scorpio Nights 2
- 2000 : Pedro Penduko, Episode II: The Return of the Comeback
- 2001 : Dos ekis
- 2001 : Sa huling paghihintay
- 2002 : Prosti
- 2003 : Mano po 2: My home (en)
- 2004 : Pa-siyam
- 2004 : Gagamboy (en)
- 2005 : Exodus: Tales from the Enchanted Kingdom (en)
- 2009 : The Arrival
- 2011 : Nang tumambad ang hubad na katotohanan (court métrage)
- 2012 : Rigodon
- 2012 : Tiktik: The Aswang Chronicles (en)
- 2012 : Grave Torture (segment Vesuvius)
- 2013 : On the Job
- 2014 : Kubot: The Aswang Chronicles 2 (en)
- 2014 : ABCs of Death 2 (segment I is for Invincible)
- 2015 : Honor Thy Father (en)
- 2016 : Seklusyon (en)
- 2018 : BuyBust (en)
- 2019 : Kuwaresma (en)
- 2021 : A Girl and a Guy
- 2021 : On the Job 2: The Missing 8